# 朱覲鈞
寧康王朱覲鈞（1449年9月19日—1497年7月28日），明朝第三代寧王，寧靖王朱奠培的庶長子，母胡氏。他在天順八年（1464年）九月受封上高王，但他又在弘治五年（1492年）晉封寧王。他在位五年。弘治十年（1497年）朱覲鈞去世，兩年後其子朱宸濠嗣位。

## 家庭

### 妻妾
- 妃徐氏，南城兵馬副指揮同知徐洪之女
- 次妃馮針兒，耆民冯忠之女[2]

### 子女

#### 子
- 嫡長子朱某
- 庶長子朱宸濠

#### 女
嫡女二名，庶女至少八名，庶八女封菊潭郡主